# Nanopilumnus boletifer
Nanopilumnus boletifer is een krabbensoort uit de familie van de Pilumnidae. De wetenschappelijke naam van de soort is voor het eerst geldig gepubliceerd in 1956 door Monod.